# 24 iunie
ianuarie • februarie • martie  • aprilie  • mai  • iunie  • iulie  • august  • septembrie  • octombrie  • noiembrie  • decembrie
24 iunie este a 175-a zi a calendarului gregorian și a 176-a zi în anii bisecți. Mai sunt 190 de zile până la sfârșitul anului.

## Evenimente

1948: Avion american de aprovizionare, în contextul Blocadei Berlinului de către sovietici.

- 1441: A fost fondat Colegiul Eton - școală publică pentru băieți, localizată în Anglia.
- 1497: John Cabot declară Canada de Est drept proprietate a Angliei.
- 1509: Henric al VIII-lea este încoronat rege al Angliei.
- 1711: Țarul Petru I al Rusiei, sosește la Iași, unde se întâlnește cu domnul Moldovei, Dimitrie Cantemir.
- 1812: Armata lui Napoleon Bonaparte invadează Rusia.
- 1901: Are loc, la Paris, prima expoziție de pictură a spaniolului Pablo Picasso.
- 1910: Japonia invadează Coreea.
- 1918: A fost inaugurată prima cursă poștală, pe calea aerului, între Montreal și Toronto.
- 1926: Inaugurarea primei linii aeriene naționale civile, pe ruta București-Galați.
- 1927: Corneliu Zelea Codreanu, alături de Ion Moța, Radu Mironovici, Corneliu Georgescu și Ilie Gârneață, înființează Legiunea Arhanghelul Mihail, cunoscută sub denumirea de Garda de Fier.
- 1941: Al Doilea Război Mondial: 2.000 prizonieri polonezi sunt evacuați din închisoarea Wilejka, de către mai multe sute de colaboratori și de NKVD. Prizonierii sunt împușcați și trași în baionetă, de către escortele lor și atacați apoi de către avioanele germane. Aproximativ 547 de prizonieri lipsesc cinci zile mai târziu.
- 1948: Blocada Berlinului: Reforma monetară, ce urma să introducă o singură monedă pentru cele trei zone occidentale de ocupație, a provocat blocada totală asupra Berlinului de Vest, de către sovietici, care au întrerupt complet comunicațiile cu zona occidentală pe uscat și pe apă; de la 26 iunie 1948, pentru aprovizionarea orașului, a început să funcționeze un „pod aerian" american; blocada a fost ridicată la 11 mai 1949.
- 1983: Yasser Arafat este expulzat din Damasc, Siria.
- 1991: Parlamentul României a declarat nul Pactul Ribbentrop-Molotov din 23 august 1939.
- 1995: Alpiniștii Constantin Lăcătușu și Sorin Daciu escaladează culmea Batian (5.199 m) din Kenya, iar la 4 februarie realizează cea de-a doua ascensiune românească pe vârful Kibo (5.895 m) din masivul Kilimanjaro, din Africa.
- 1998: A fost adoptată, la Roma, Convenția privind bunurile culturale furate sau exportate ilegal (a intrat în vigoare la 22 iulie 1998). România a depus instrumentele de ratificare la 21 ianuarie 1998.
- 1999: Chitara cu care Eric Clapton a înregistrat Layla a fost vândută pentru 497.500 de dolari.
- 2008: Ia naștere Asociația Studenților Chimiști a Universității din București.

## Nașteri

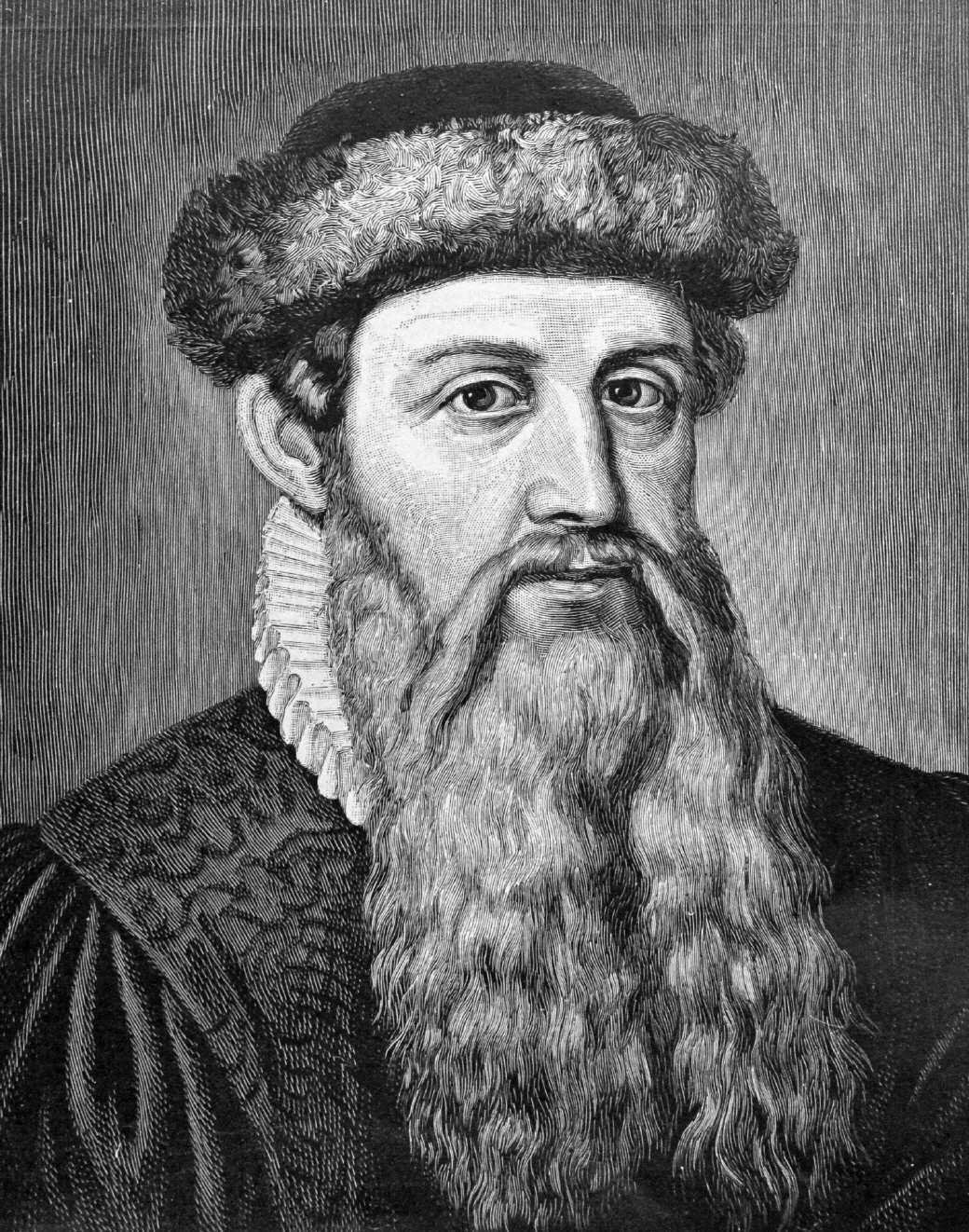
Johannes Gutenberg, inventator german al tiparului cu litere mobile din metal
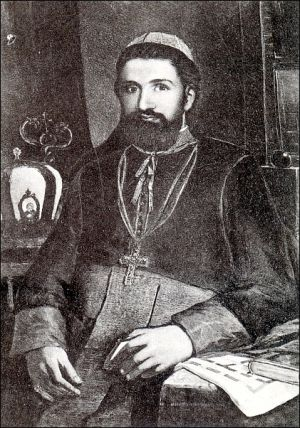
Inocențiu Micu-Klein, episcop al Bisericii Române Unite cu Roma, deputat în Dieta Transilvaniei
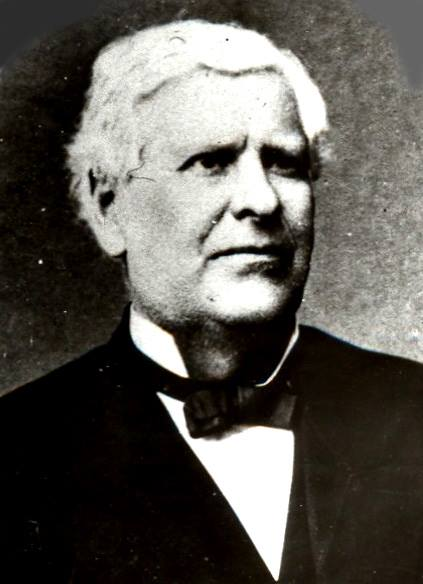
Ion Ionescu de la Brad, revoluționar pașoptist român, întemeietorul științei agricole românești
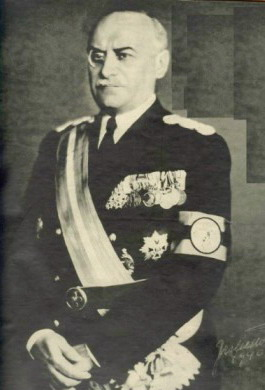
Ion Gigurtu, inginer și politician român, prim-ministru al României

- 1400: Johannes Gutenberg, inventator german al tiparului cu litere mobile din metal (d. 1468)
- 1616: Ferdinand Bol, pictor neerlandez (d. 1680)
- 1700: Inocențiu Micu-Klein, episcop al Bisericii Române Unite cu Roma, deputat în Dieta Transilvaniei (d. 1768)
- 1748: Jean Florimond Boudon de Saint-Amans, botanist francez (d. 1831)
- 1799: Jean Baptiste Boisduval, entomologist, botanist și fizician francez (d. 1879)
- 1801: Ioan Alexi, episcop greco-catolic român (d. 1863)
- 1818: Ion Ionescu de la Brad (n. Ion Isăcescu), revoluționar pașoptist român, întemeietorul științei agricole românești, membru de onoare al Academiei Române (d. 1891)
- 1842: Ambrose Bierce, jurnalist american (d. 1914)
- 1846: Gaston Maspero, egiptolog francez, profesor la Collège de France, membru Académie des inscriptions et belles-lettres și comandor al Legiunii de Onoare (d. 1916)
- 1854: Konstantin Jireček, politician, diplomat, slavist și istoric ceh (d. 1918)
- 1860: Mercedes d'Orléans, prima soție a regelui Alfonso al XII-lea al Spaniei (d. 1878)
- 1877: Aleksei Remizov, scriitor rus (d. 1957)
- 1883: Victor Hess, fizician austriac (d. 1964)
- 1886: Ion Gigurtu, inginer și politician român, prim-ministru al României (1940), (d. 1959)
- 1902: Ion Șt. Basgan, inginer român, inventatorul forajului rotopercutor (d. 1980)
- 1911: Ernesto Sábato, scriitor, romancier, eseist, prozator, fizician și pictor argentinian (d. 2011)
- 1911: Juan Manuel Fangio, pilot argentinian de Formula 1 (d. 1995)
- 1927: Ion Pavalache, dirijor român (d. 2007)

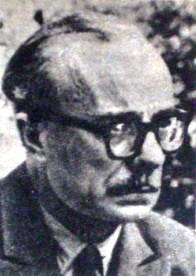
Ernesto Sábato, scriitor, romancier, prozator, eseist, fizician și pictor argentinian
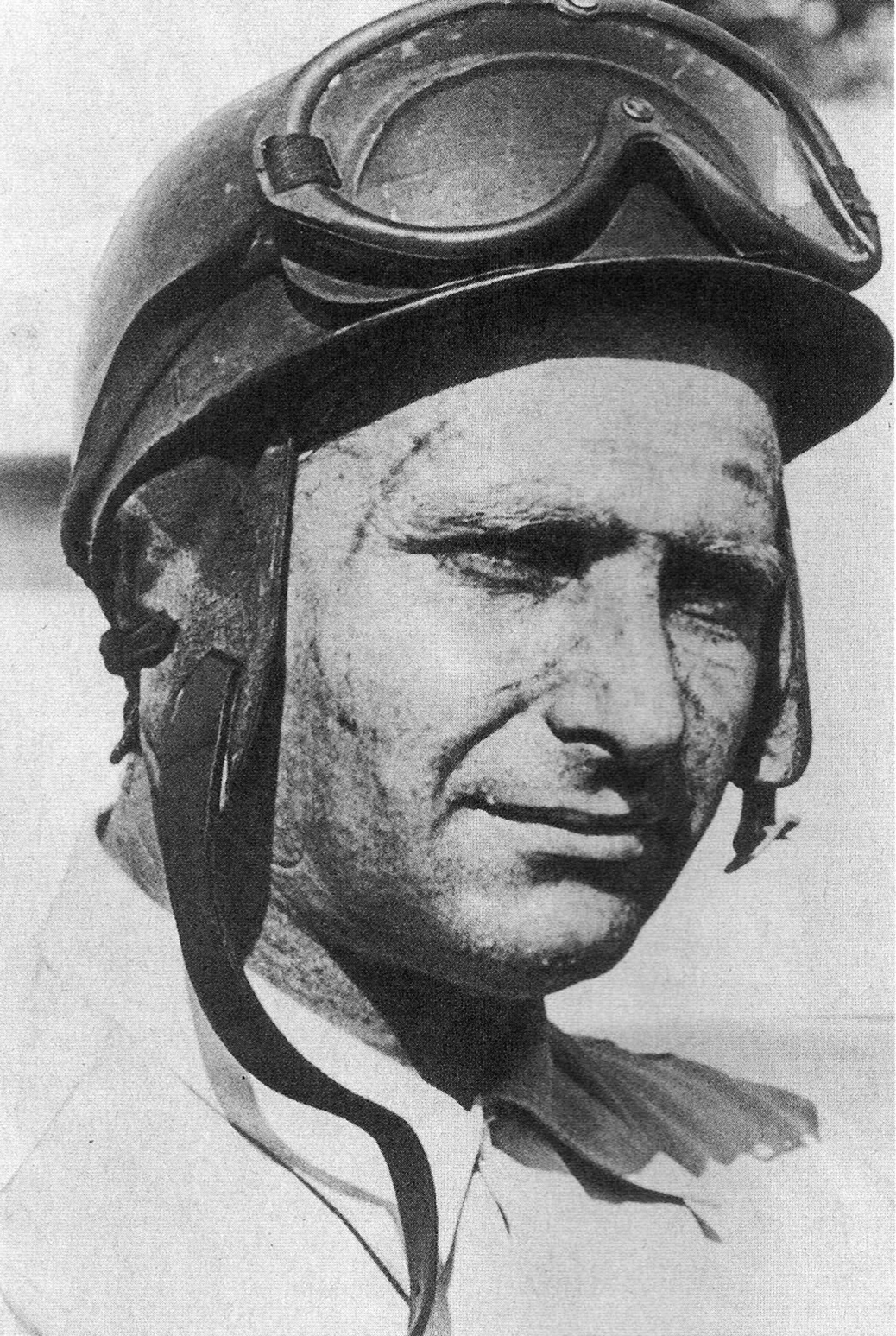
Juan Manuel Fangio, pilot argentinian de Formula 1
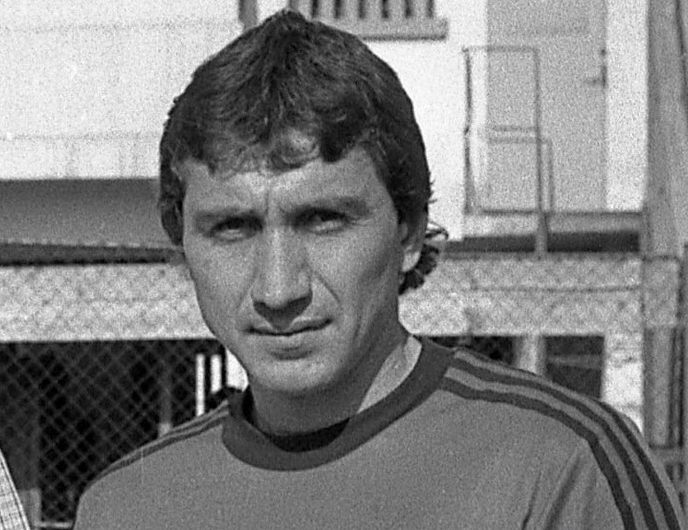
Ilie Bărbulescu, fotbalist român
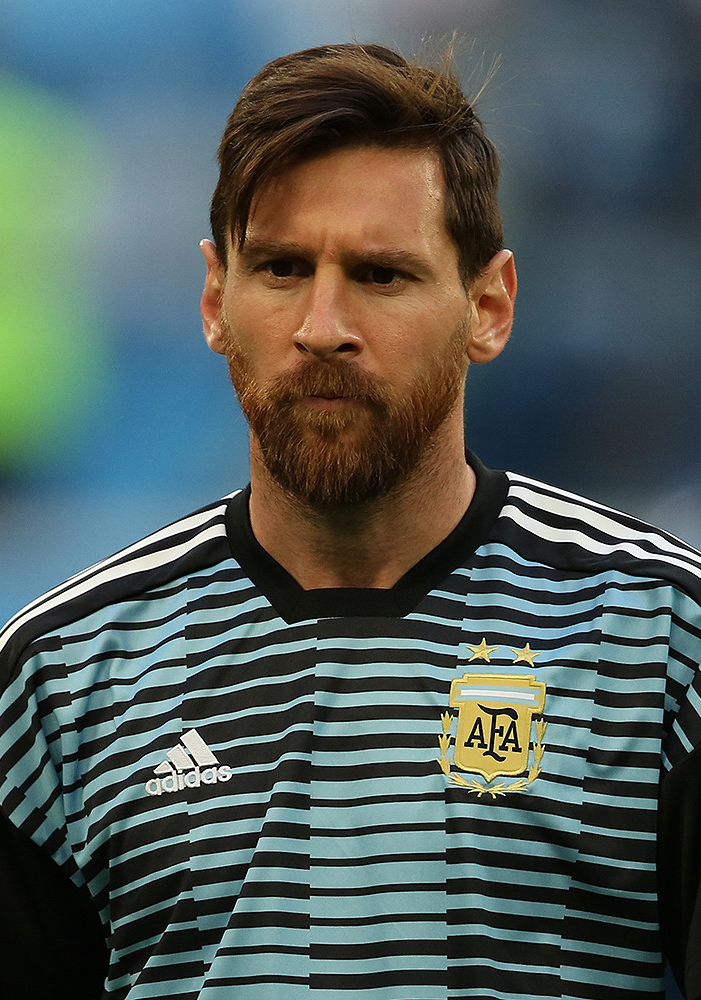
Lionel Messi, fotbalist argentinian

- 1927: Martin Lewis Perl, fizician american, laureat al Premiului Nobel (1995), (d. 2014)
- 1930: Claude Chabrol, regizor francez (d. 2010)
- 1934: Dumitru Mazilu, politician român
- 1936: Robert Downey, Sr., actor, scriitor, regizor și producător de film american (d. 2021)
- 1939: Annette Andre, actriță australiană
- 1939: Sânziana Pop, prozatoare română
- 1944: Jeff Beck, chitarist rock englez (d. 2022)
- 1945: Constantin Gruiescu, boxer român (d. 2024)
- 1947: Dinu Flămând, poet, eseist, jurnalist francez de origine română
- 1947: Helena Vondráčková, cântăreață cehă de muzică pop
- 1949: John Illsley, muzician, cântăreț, chitarist și basist britanic (Dire Straits)
- 1957: Ilie Bărbulescu, fotbalist român (d. 2020)
- 1958: Tom Lister, Jr., actor american de film, televiziune și voce (d. 2020)
- 1959: Tania Filip, actriță română
- 1967: Richard Zven Kruspe (n. Sven Kruspe), muzician german (Rammstein/Emigrate
- 1969: Nicodemo Gentile, avocat și personalitate de televiziune italian
- 1970: Glen Medeiros, cântăreț american
- 1975: Nouria Nouri, actriță română
- 1976: Claudia Cetățeanu, handbalistă română
- 1982: Rafał Grzelak, fotbalist polonez
- 1982: Florin Hidișan, fotbalist român (d. 2022)
- 1987: Lionel Messi, fotbalist argentinian
- 1992: David Alaba, fotbalist austriac
- 1992: Raven Goodwin, actriță americană

## Decese
- 1718: Ludwig Friedrich I, Prinț de Schwarzburg-Rudolstadt (n. 1667)
- 1768: Maria Leszczyńska, soția regelui Ludovic al XV-lea al Franței (n. 1703)
- 1915: Matilda Coxe Evans, etnolog american (n. 1849)
- 1922: Walther Rathenau, om politic german (n. 1867)
- 1941: Maria Baiulescu, scriitoare și activistă pentru drepturile femeilor (n. 1860)
- 1987: Virgil Teodorescu, poet și eseist român, membru corespondent al Academiei Române (n. 1909)
- 1988: Mihai Beniuc, poet, prozator și psihologromân, membru al Academiei Române (n. 1907)
- 2002: Pierre Werner, politician luxemburghez (n. 1913)
- 2009: Matei Călinescu, critic și teoretician literar român, stabilit în Statele Unite al Americii (1973) (n. 1934)
- 2012: Arthur Claudiu David, pugilist român (n. 1977)
- 2014: Eli Wallach, actor american (n. 1915)
- 2014: Ramón José Velásquez, președinte al Venezuelei (n. 1916)
- 2015: David Rockefeller, mason american (n. 1915)

## Sărbători
- Nașterea Sfântului Ioan Botezătorul; Sf. Niceta de Remesiana; Aducerea moaștelor Sf. M. Mc. Ioan cel Nou de la Suceava (calendar ortodox)
- Nașterea Sfântului Ioan Botezătorul (calendar romano-catolic)
- Sânzienele (Drăgaica) – este una dintre cele mai cunoscute serbări câmpenești, Drăgaica fiind o zeiță agrară, protectoare a holdelor semănate și a femeilor măritate (România)
- Ziua națională a Republicii Malta. Aniversarea nașterii Sf. Ioan Botezătorul, patronul Ordinului Ioanit.